# Буяльський Віталій Казимирович
Віта́лій Казими́рович Буя́льський (нар. 6 січня 1993, Калинівка, Вінницька область, Україна) — український футболіст, півзахисник та капітан київського «Динамо».

## Клубна кар'єра

### Ранні роки
Футболом Віталій захопився в шість років і батьки записали його в місцеву секцію, якою керував Валерій Якович Катальчук.
У 12 років Буяльського зарахували до спортінтернату міста Броварів, де потрапив у одну групу з Бадрі Акубардією. Спочатку мав труднощі та навіть хотів покинути навчання, але на допомогу молодому футболістові прийшов перший тренер, який переконав Віталія не покидати навчання.

### «Динамо»
У київське «Динамо» запросили у віці 16 років. Пройшовши період адаптації і засвоївши стиль динамівського футболу, 8 липня 2010 року дебютував у молодіжній першості у матчі з «Оболонню». Віталій вийшов у другому таймі за переможного рахунку, але в підсумку «Динамо» поступилося 1:2. Незважаючи на це, тренер повідомив, що дебют футболіста виявився доволі успішним.
За основний склад київського «Динамо» дебютував 21 вересня 2011 року, вийшовши на заміну за 5 хвилин до закінчення основного часу в матчі 1/16 Кубка України з футболу проти кременчуцького «Кременя» (3:2).

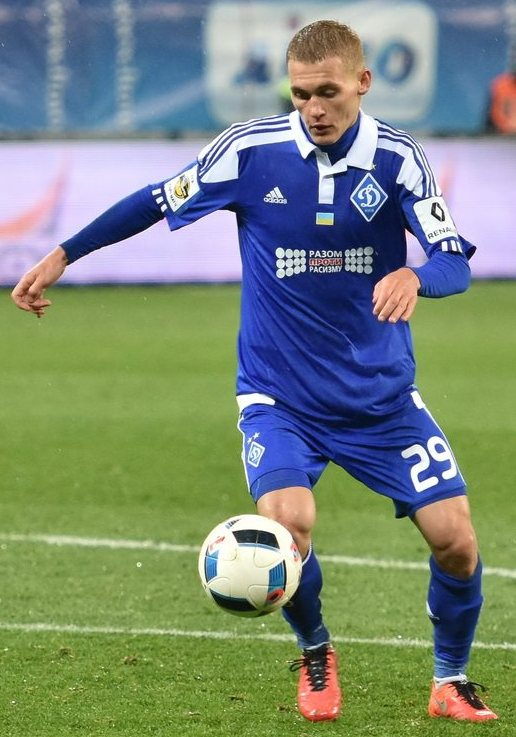
Віталій Буяльський під час виступів за «Динамо». 11 березня 2016 року.

В інтерв'ю 28 грудня того ж року Ігор Суркіс заявив, що на зимові збори разом з основним складом поїде Віталій Буяльський та ще декілька молодих футболістів київського «Динамо», а у лютому 2012 року Віталій продовжив контракт з київським «Динамо» до 31 грудня 2016 року.
Проте надалі футболіст продовжував виступати виключно за молодіжну команду «Динамо», ставши згодом її капітаном.
6 травня 2013 року молодь «Динамо» розгромила однолітків з «Шахтаря» з рахунком 8:2, а три голи забив Буяльський. Відразу після цього він був викликаний головним тренером Олегом Блохіним на підготовку до гри 23-го туру чемпіонату України проти «гірників». Щоправда, в тому матчі футболіст так і не зіграв, просидівши, як і в кількох наступних матчах, всю гру на лавці запасних.
В Прем'єр-лізі дебютував 26 травня 2013 року у матчі останнього туру чемпіонату України проти запорізького «Металурга» (3:0), в якому Буяльський вийшов у старті і в перерві був замінений на Адміра Мехмеді.
В липні 2013 року разом з одноклубниками Сергієм Люлькою та Євгеном Морозенком був відданий в оренду до кінця року в ужгородську «Говерлу». У «Говерлі» Буяльський відіграв 20 матчів чемпіонату України, забивши 3 голи і зробивши 6 гольових передач.
26 лютого 2015 року в матчі-відповіді 1/16 фіналу Ліги Європи проти французького «Генгама» забив перший гол в офіційних матчах за «Динамо», внісши свій внесок у перемогу з рахунком 3:1. Трьома днями пізніше він вперше забив за «Динамо» в чемпіонаті, у ворота «Металіста» з Харкова. В тому ж 2015 році зіграв за «Динамо» і в Лізі чемпіонів, де на останніх хвилинах здобув важливу нічию у матчі з Порту, уразивши ворота легендарного воротаря Ікера Касільяса. А також у наступних стадіях забив гол у ворота іншого одного з найкращих воротарів світу того часу — Джо Гарта.
21 липня 2018 року Буяльський забив єдиний гол у грі, коли «Динамо» перемогло донецький «Шахтар» у Суперкубку України-2018.
У лютому 2021 року Буяльський забив в обох матчах 1/16 фіналу Ліги Європи УЄФА «Динамо» проти бельгійського «Брюгге», в результаті чого команда здобула перемогу з загальним рахунком 2:1 і вийшла в 1/8 фіналу. У квітні 2021 року Буяльський забив свій перший гол у Кубку України, коли «Динамо» перемогло у півфіналі «Агробізнес» з рахунком 3:0. Зрештою «Динамо» перемогло луганську «Зорю» у фіналі, вигравши таким чином у тому сезоні чемпіонат і кубок країни.
1 травня 2021 року в матчі 24-го туру УПЛ проти «Ворскли» (5:1) оформив свій перший у кар'єрі хет-трик, при чому всі голи були забиті в першому таймі.
1 червня 2021 року підписав новий контракт з «Динамо» терміном на чотири роки. Нова угода розрахована до літа 2025 року. 2 липня 2021 був визнаний найкращим гравцем УПЛ за підсумками сезону 2020/21, а нагороду отримав 22 вересня перед початком матчу за Суперкубок України-2021.
19 вересня 2023 року, вийшовши у складі «Динамо» в грі проти «Ворскли», Буяльський провів за рідну команду свій 300-й матч в офіційних турнірах, ставши 26-м гравцем у історії «синьо-білих», який досяг цього показника. А вже у наступному матчі, 23 вересня, він забив з пенальті гол у ворота ЛНЗ (4:2), який став для нього 50-м в чемпіонатах України у формі рідної команди. Завдяки цьому Буяльський став лише 10-м гравцем в історії клубу, якій досяг цього бомбардирського результату. 26 листопада 2023 року в матчі проти львівського «Руху» (2:0) капітан киян провів 200-ту гру в чемпіонаті України за команду, ставши лише 11-м гравцем, який у складі «синьо-білих» досяг цього показника.
Через півроку "Рух", а точніше протистояння з цією командою, знову стало знаковим для Буї: 29 березня 2025 року у Львові у виїзному матчі 22-го туру першості УПЛ-2024/25 він довів кількість виходів на поле у динамівській футболці до 350-ти. Буяльський відзначив цю подію красивим асистом на партнера, форварда Владислава Ваната і не менш ефектним голом. "Динамо" перемогло 2:0.
Після матчу у Львові головний тренер "Динамо", а також рекордсмен за кількістю зіграних поєдинків за команду Олександр Шовковський (637 ігор) прокоментував ювілейне досягнення Буяльського.
"Я радий за Віталія, дай йому боже стати найкращим гравцем клубу з найбільшою кількістю матчів. Я буду щасливий від цього, якщо його дії йтимуть на користь команді" .
Буяльський також висловився про цю подію у світлі командного рекорду Шовковського.
"Моє завдання - виходити на поле та допомагати команді. Звісно, хотілося би і 600, і 700 матчів, але подивимося, як уже буде. Головне - ставити перед собою максимальну ціль, і відштовхуватися вже від неї".
.

## Збірна
З 2010 року викликався до лав юнацької збірної України.
На початку 2011 року на «Меморіалі Гранаткіна», який проходив у Санкт-Петербурзі, Буяльський забив три голи в чотирьох матчах. Два з них у матчі за третє місце, в якому збірна України, складена з гравців 1993 р.н., переграла однолітків із Росії. Спочатку динамівець вивів українців уперед, потужно пробивши з району 11-метрової позначки після скидки Івана Луканюка, а незабаром виступив наконечником у контратаці, організованій разом із Єрмаченком. У результаті Віталія було визнано найкращим гравцем матчу.
З 2012 року виступав за молодіжну збірну України.
У травні 2016 року головний тренер збірної України Михайло Фоменко включив Буяльського в резервну заявку на чемпіонат Європи 2016 року. 6 жовтня 2017 року Віталій дебютував у збірній України у грі проти Косово (2:0).

## Статистика виступів

### Клубна
Статистичні дані наведено станом на 24 травня 2025 року
| Сезон              | Команда            | Чемпіонат          | Чемпіонат | Чемпіонат | Кубок | Кубок | Кубок | Єврокубки | Єврокубки | Єврокубки | Інші кубки | Інші кубки | Інші кубки | Всього | Всього |
| Сезон              | Команда            | Змаг.              | Матчі     | Голи      | Змаг. | Матчі | Голи  | Змаг.     | Матчі     | Голи      | Змаг.      | Матчі      | Голи       | Матчі  | Голи   |
| ------------------ | ------------------ | ------------------ | --------- | --------- | ----- | ----- | ----- | --------- | --------- | --------- | ---------- | ---------- | ---------- | ------ | ------ |
| 2011—2012          | «Динамо» К         | ПЛ                 | 0         | 0         | КУ    | 1     | 0     | ЛЄ        | 0         | 0         | СКУ        | 0          | 0          | 1      | 0      |
| 2012—2013          | «Динамо» К         | ПЛ                 | 1         | 0         | КУ    | 0     | 0     | ЛЄ / ЛЧ   | 0         | 0         | —          | —          | —          | 1      | 0      |
| 2014—2015          | «Динамо» К         | ПЛ                 | 11        | 2         | КУ    | 5     | 0     | ЛЄ        | 7         | 1         | СКУ        | 0          | 0          | 23     | 3      |
| 2015—2016          | «Динамо» К         | ПЛ                 | 18        | 2         | КУ    | 3     | 0     | ЛЧ        | 7         | 2         | СКУ        | 0          | 0          | 28     | 4      |
| 2016—2017          | «Динамо» К         | ПЛ                 | 21        | 1         | КУ    | 2     | 0     | ЛЧ        | 4         | 1         | СКУ        | 1          | 0          | 28     | 2      |
| 2017—2018          | «Динамо» К         | ПЛ                 | 26        | 4         | КУ    | 2     | 0     | ЛЧ / ЛЄ   | 2+11      | 0+2       | СКУ        | 1          | 0          | 42     | 6      |
| 2018—2019          | «Динамо» К         | ПЛ                 | 22        | 3         | КУ    | 2     | 0     | ЛЧ / ЛЄ   | 4+7       | 0+2       | СКУ        | 1          | 1          | 36     | 6      |
| 2019—2020          | «Динамо» К         | ПЛ                 | 27        | 9         | КУ    | 3     | 0     | ЛЧ / ЛЄ   | 2+6       | 1+1       | СКУ        | 1          | 0          | 39     | 10     |
| 2020—2021          | «Динамо» К         | ПЛ                 | 20        | 5         | КУ    | 3     | 1     | ЛЧ / ЛЄ   | 7+4       | 1+2       | СКУ        | 1          | 0          | 35     | 9      |
| 2021—2022          | «Динамо» К         | ПЛ                 | 16        | 9         | КУ    | 0     | 0     | ЛЧ        | 5         | 0         | СКУ        | 1          | 0          | 22     | 9      |
| 2022—2023          | «Динамо» К         | ПЛ                 | 27        | 12        | —     | —     | —     | ЛЧ / ЛЄ   | 6+6       | 1+0       | —          | —          | —          | 39     | 13     |
| 2023—2024          | «Динамо» К         | ПЛ                 | 23        | 10        | КУ    | 1     | 0     | ЛК        | 4         | 0         | —          | —          | —          | 28     | 10     |
| 2024—2025          | «Динамо» К         | ПЛ                 | 29        | 7         | КУ    | 3     | 0     | ЛЧ+ЛЄ     | 4+4       | 0         | —          | —          | —          | 40     | 7      |
| Всього в «Динамо»  | Всього в «Динамо»  | Всього в «Динамо»  | 241       | 64        |       | 25    | 1     |           | 88        | 14        |            | 6          | 1          | 360    | 80     |
|                    |                    |                    |           |           |       |       |       |           |           |           |            |            |            |        |        |
| 2013—2014          | «Говерла»          | ПЛ                 | 20        | 3         | КУ    | 0     | 0     | —         | —         | —         | —          | —          | —          | 20     | 3      |
| Всього в «Говерлі» | Всього в «Говерлі» | Всього в «Говерлі» | 20        | 3         |       | 0     | 0     |           | 0         | 0         |            | 0          | 0          | 20     | 3      |
|                    |                    |                    |           |           |       |       |       |           |           |           |            |            |            |        |        |
| Всього за кар'єру  | Всього за кар'єру  | Всього за кар'єру  | 261       | 67        |       | 25    | 1     |           | 88        | 14        |            | 6          | 1          | 380    | 83     |

| №    | Дата       | Суперник          | Гол | Рахунок (поле) |
| ---- | ---------- | ----------------- | --- | -------------- |
| 1-й  | 01.03.2015 | Металіст (Харків) | 79’ | 3:0 (д)        |
| 10-й | 02.03.2019 | Десна (Чернігів)  | 68’ | 2:1 (г)        |
| 20-й | 07.06.2020 | Олександрія       | 83’ | 5:1 (д)        |
| 30-й | 22.08.2021 | Десна (Чернігів)  | 56’ | 4:0 (д)        |
| 40-й | 23.10.2022 | Ворскла (Полтава) | 33’ | 1:1 (д)        |
| 50-й | 23.09.2023 | ЛНЗ               | 77’ | 4:2 (г)        |

### Матчі за збірну
Статистичні дані наведено станом на 12 вересня 2023 року
| Дата       | Місто      | Господарі         | Результат | Гості   | Турнір            | Голи | Примітки |
| ---------- | ---------- | ----------------- | --------- | ------- | ----------------- | ---- | -------- |
| 06-10-2017 | Шкодер     | Косово            | 0 – 2     | Україна | Відбір до ЧС 2018 | -    | 88'      |
| 23-03-2018 | Марбелья   | Саудівська Аравія | 1 – 1     | Україна | товариський матч  | -    | 46'      |
| 27-03-2018 | Льєж       | Японія            | 2 – 1     | Україна | товариський матч  | -    | 61'      |
| 20-11-2018 | Анталія    | Туреччина         | 0 – 0     | Україна | товариський матч  | -    | 83'      |
| 22-03-2019 | Лісабон    | Португалія        | 0 – 0     | Україна | Відбір до ЧЄ 2020 | -    | 87'      |
| 25-03-2019 | Люксембург | Люксембург        | 1 – 2     | Україна | Відбір до ЧЄ 2020 | -    | 87'      |
| 10-09-2019 | Дніпро     | Україна           | 2 – 2     | Нігерія | товариський матч  | -    | 67'      |
| 14-11-2019 | Запоріжжя  | Україна           | 1 – 0     | Естонія | товариський матч  | -    | 46'      |
| 01-09-2021 | Нур-Султан | Казахстан         | 2 – 2     | Україна | Відбір до ЧС 2022 | -    | 59'      |
| 26-03-2023 | Лондон     | Англія            | 2 – 0     | Україна | Відбір до ЧЄ 2024 | -    | 61'      |
| 19-06-2023 | Трнава     | Україна           | 1 – 0     | Мальта  | Відбір до ЧЄ 2024 | -    | 63'      |
| 09-09-2023 | Вроцлав    | Україна           | 1 – 1     | Англія  | Відбір до ЧЄ 2024 | -    | 76'      |
| 12-09-2023 | Мілан      | Італія            | 2 – 1     | Україна | Відбір до ЧЄ 2024 | -    | 75'      |
| Усього     |            | Матчів            | 13        |         | Голів             | 0    |          |

## Досягнення
- Чемпіон України (4): 2014/15, 2015/16, 2020/21, 2024/25
- Володар Кубка України (3): 2014/15, 2019/20, 2020/21
- Володар Суперкубка України (4): 2016, 2018, 2019, 2020